# Swedish Open 2021
Swedish Open 2021 — тенісний турнір, що проходив на ґрунтових кортах у місті Бостад, Швеція з 12 липня. Належав до категорії ATP 250.

## Фінальна частина

### Чоловіки, одиночний розряд
Каспер Рууд —  Федеріко Корія 6–3, 6–3

### Чоловіки, парний розряд
Сандер Арендс /  Давід Пел —  Андре Бегеманн /  Альбано Оліветті 6–4, 6–2